# Joseph Lehmann (Schriftsteller)

Joseph Lehmann in der Illustrirten Zeitung Bd. 50, Nr. 1292, 4. April 1868, S. 229

Joseph S.  Lehmann (* 28. Februar 1801 in Glogau; † 19. Februar 1873 in Berlin), Pseudonym: H. Anselmi, war ein deutscher Schriftsteller, Journalist, Literaturkritiker, Übersetzer, Kaufmann und Direktor der Niederschlesischen Eisenbahn in Glogau. 1832 gründete er das Magazin für die Literatur des Auslandes und blieb über vierzig Jahre lang dessen Herausgeber.

## Jugend und Lehre
Joseph Lehmann wurde als ältester Sohn des jüdischen Kaufmanns Samuel Lehmann in Groß-Glogau geboren. Er hatte mehrere Geschwister.
Während der Jugendzeit Lehmanns entwickelte sich in Glogau, das als Festungsstadt infolge des Tilsiter Friedens bis 1814 von den Franzosen besetzt war, ein reiches und emanzipiertes jüdisches Kulturleben. Aus der Talmudschule von Glogau gingen namhafte jüdische Gelehrte hervor wie Michael Sachs und Salomon Munk, Joseph Zedner, nachmals Kustos für Hebraistik an der British Library, und der in Heidelberg habilitierte Altphilologe, Schulleiter der jüdischen Freischule in Strelitz und spätere Buchhändler Joseph Lehfeldt (bis 1839 Levy). Samuel Lehmann schrieb in seiner Freizeit Verse; als Autodidakt hielt er seine Kinder an, ihre Bildung auch nach absolviertem Schulbesuch durch Selbststudium zu vervollkommnen.
Seit 1815 besuchte Joseph das Friedrich-Wilhelms-Gymnasium in Breslau. Ursprünglich sollte er Apotheker werden und wurde einem reisenden Händler mitgegeben, der ihn nach Frankfurt (Oder) mitnahm. Als sich keine geeignete Lehrstelle für den Jungen fand, entsandte der Freund ihn nach Berlin in Begleitung eines Tuchhändlers, der mit der Familie Veit verwandt war. Die Familie gehörte zur jüdischen Oberschicht und besaß einen der raren Schutzbriefe, die auch den Nachkommen das Aufenthaltsrecht gewährten (Generalprivilegierte). Joseph Lehmann konnte eine Ausbildung zum Buchhalter im Berliner Bankgeschäft Gebrüder Veit, gegründet von David Veit (1753–1835) beginnen, dessen Sohn und Nachfolger Uhde David Veit (1794–1837) gleichzeitig mit Lehmann die Arbeit aufnahm. Offenbar gelang es Lehmann, bei einer schwierigen Gläubigerverhandlung diplomatisch, aber entschlossen vorzugehen und die Firma Veit vor einem größeren Verlust zu bewahren. Die Veits nahmen ihn daraufhin wie ein Familienmitglied auf.

## Erste Jahre in Berlin
In Berlin besuchte Lehmann im Wintersemester 1821/22 die Vorlesungen Hegels und verkehrte, „obwohl jünger und eine bescheidenere Stelle einnehmend, als die Meisten der Genannten“, in den Kreisen, die Heinrich Heine aufsuchte, darunter Rahel und Karl August Varnhagen von Ense, Eduard Hitzig, Adelbert von Chamisso. Die Aktivitäten im Verein für Cultur und Wissenschaft der Juden, den Eduard Gans, Leopold Zunz, Moses Moser, Maximilian Heine und dessen Bruder Heinrich (den Lehmann bei der Familie Veit einführte) gegründet hatten, nahm er durch Vermittlung von Moritz Veit wahr, den Neffen seines Arbeitgebers David Veit. In dem daraus hervorgegangenen Cultur-Verein zur Förderung der wissenschaftlichen und künstlerischen Bestrebungen unter den Juden hielt Lehmann im Frühjahr 1842 eine Rede auf der Generalversammlung; „dabei brachte er dem alten Kulturverein im neuen ein Hoch“. Am 20. August 1835 wurde Joseph Lehmann in die Gesellschaft der Freunde aufgenommen, wo er nach dem Tod von Moses Moser im August 1838 den Vorsitz übernahm und rund zehn Jahre innehatte. Am 24. Oktober 1840 hielt er dort eine Huldigungsrede auf Friedrich Wilhelm IV. Zudem engagierte er sich in der jüdischen Gemeinde, nach 1840 auch im Vorstand. Für den jüdischen Buchbindergesellen Joseph Prager aus Glogau erlegte Lehmann 1833 die Einbürgerungsgebühr.
Seine außerordentliche Sprachbegabung ermöglichte ihm, ohne Hochschulstudium mindestens acht Fremdsprachen zu erwerben. Neben Englisch und Französisch sprach er geläufig Italienisch, erlernte auch die Idiome Skandinaviens und der iberischen Halbinsel sowie einige orientalische Sprachen. Gedichte, die er unter dem Pseudonym H. Anselmi im Gesellschafter, oder Blätter für Geist und Herz von Friedrich Wilhelm Gubitz veröffentlichte, wurden vom Publikum zeitweise Heinrich Heine zugeschrieben. Ab 1837 lieferte Lehmann auch anonyme Korrespondenzberichte aus Berlin für Cottas Allgemeine Zeitung.
Am 26. August 1831 heiratete Joseph Lehmann Therese Veit (1804–1832), die Nichte seines Arbeitgebers und Tochter des Farbwarenhändlers Philipp Veit (1758–1838) und der Caroline geb. Veit. Moritz Veit, der inzwischen mit Joseph Lehfeldt einen Buchhandel eröffnet hatte und später Lehmanns Zeitschrift verlegte, wurde auf diese Weise sein Schwager. Therese starb jedoch bei der Geburt ihres ersten Kindes. In zweiter Ehe war Lehmann mit Johanna Lehfeldt (1812–1878) verheiratet, der Schwester seines Glogauer Jugendfreunds Lehfeldt. Ihre Kinder waren Therese Friederike Auguste Emilie (1837–1925), die am 14. Dezember 1862 Leonhard Heinrich Lehfeldt (1834–1876), den Sohn des Verlagspartners von Moritz Veit ehelichte; Elisabeth (1840–1915), verheiratet mit dem Mediziner Mortimer Feig (1833–1899) und Mutter des Arbeitsrechtlers Johannes Feig (1873–1936); ferner Agathe (1842–1927) und Franziska (1846–1910). Der spät geborene Sohn Felix Lehmann (1852–1914) wurde Gründer des Verlags Feig und P. Lehmann, der im Cotta-Verlag aufging, und später Direktor des Cotta- und Union-Verlags.

## Gründung desMagazins für die Literatur des Auslandes

Ansichten der Eisenbahnbrücken bei Glogau aus der Illustrirten Zeitung Bd. 31, Nr. 783, 3. Juli 1858, S. 5

Alexander von Humboldt, dem Lehmann in den Salons der Sara Levy und im Mendelssohnschen Haus begegnet war, empfahl ihn wegen seiner Fremdsprachenkenntnisse dem preußischen Außenminister Bernstorff. Dieser verschaffte Lehmann 1828 einen Posten in der Redaktion der Allgemeinen Preußischen Staats-Zeitung. Für den damaligen Herausgeber, den Diplomaten Johann Karl Heinrich Philipsborn (Nachfolger von Heinrich Clauren), betreute Lehmann neben politischen Artikeln auch ein Feuilleton.
Drei Jahre später legte Lehmann den Plan zur Gründung eines Beiblatts vor, das die Leserschaft mit Erzeugnissen fremdsprachiger Literatur bekannt machen sollte. Die Herausgabe dieser Zeitschrift mit zahlreichen unsignierten, zumeist ihm zuzuschreibenden Artikeln darf als das eigentliche Lebenswerk des Autors Joseph Lehmann gelten. Über vierzig Jahre lang gab es kaum eine Nummer, in der nicht ein mehr oder minder umfangreicher Beitrag von ihm stand; nach 41 Jahren Redaktionstätigkeit war die seinen Tod meldende Nummer vom 1. März 1873 „die erste, welche nicht einen Artikel aus seiner Feder enthält“.
Das Magazin für die Literatur des Auslandes war anfangs eine selbstständige, gesondert zu abonnierende Beilage der Staatszeitung und als fachwissenschaftliches Referentenorgan der ausländischen Literatur eingerichtet. Die erste Nummer erschien ohne programmatische Einleitung am 1. Februar 1832 mit einer Rezension der zweibändigen Biographie Friedrichs des Großen von Lord Dover (George Agar-Ellis, 1. Baron Dover) als Aufmacher. Angekündigt wurden wöchentlich drei Hefte, was bis 1861 beibehalten wurde. Die Nummer vom 24./25. Januar 1832 feierte erstmals den Geburtstag Friedrichs des Großen, was eine stehende Tradition des Blatts wurde bis in Lehmanns Todesjahr. Die Mittlerleistung des preußischen Königs zur Literatur und Sprachkultur Frankreichs stand Pate für das eigene Vorhaben.
Länderkolumnen fassten die wichtigsten literarischen Entwicklungen in den Sprachräumen von Europa, Asien und Übersee zusammen; hinzu kamen Übersetzungen von Artikeln ausländischer Zeitschriften und Zeitungen. Eine Rubrik Deutsche Literatur im Ausland informierte über das Erscheinen und die Aufnahmen von Übersetzungen deutschsprachiger Literatur in aller Welt. Neuerscheinungen ausländischer Literatur wurden nicht nur in ausführlichen, oft mehrere Fortsetzungen umfassenden Rezensionen behandelt, sondern auch in Kurzmeldungen und einer auf die Nennung der Titel beschränkten Rubrik Bibliographie bekannt gemacht.
So entwickelte sich das Magazin zu einem vielseitigen, nicht nur gelehrte, sondern auch literarische Entwicklungen widerspiegelnden Kompendium der Weltliteratur. Nach der Thronbesteigung Friedrich Wilhelms IV. im Jahr 1843 trat Joseph Lehmann aus seinem Beamtenverhältnis aus, und die Zeitschrift ging in seinen Besitz über. Sie erschien fortan im Verlag seines Schwagers Moritz Veit und seines Freundes Lehfeldt (Veit & Co.), ging mit diesem zeitweise nach Leipzig und wurde zu einem regulären Wochenblatt von dreimal so starkem Umfang. Auch an der Gründung der bei J. J. Weber in Leipzig erscheinenden Illustrirten Zeitung im Jahr 1843 war Lehmann beteiligt. 1844 wurde Lehmann von Heinrich von Bülow als Übersetzer ins Ministerium der auswärtigen Angelegenheiten berufen.
Joseph Lehmann gehörte gemeinsam mit Alexander Mendelssohn zu den Förderern des 1844 gegründeten Berliner Handwerker-Vereins. Nach der Märzrevolution von 1848 beteiligte sich Lehmann mit Wilhelm Adolf Lette, Robert Prutz sowie Ludwig und Otto Crelinger an der Gründung des Constitutionellen Clubs. In diesem Zusammenhang wurde Lehmann Feuilletonredakteur der am 27. Februar 1849 erstmals erschienenen, von David Hansemann gegründeten und von Carl Weil herausgegebenen Constitutionellen Zeitung, wo Lehmann unter anderem die Memoiren von Henriette Herz in der stark bearbeiteten Version von Joseph Fürst abdruckte. Später wurde Rudolf Haym Redakteur der Zeitung, der jedoch im Dezember 1850 die Konzession entzogen wurde.

## Eisenbahndirektor in Glogau
Zu diesem Zeitpunkt war Lehmann bereits von Berlin nach Glogau übersiedelt, wo er 1849 mit Unterstützung des Bankiers Crelinger Direktor der niederschlesischen Zweigbahn sowie Stadtverordneter wurde. In dieser Eigenschaft nahm er an volkswirtschaftlichen und patentrechtlichen Kongressen teil und setzte sich unter anderem für die Erweiterung des Eisenbahnnetzes und des Zollvereins durch Verträge mit den Niederlanden ein. Im Juli 1854 konnte er anlässlich einer Reise nach Paris den bereits schwer erkrankten Freund Heinrich Heine in der Rue d’Amsterdam Nr. 50 aufsuchen.
Rechenschaftsberichte Lehmanns über seine Tätigkeit als Direktor, Artikel und Stellungnahmen zum Thema finden sich in der Zeitung des Vereins Deutscher Eisenbahnverwaltungen, aber auch im Magazin, das sich zunehmend für technische Sachbücher öffnete und über die Weltausstellungen berichtete. Ein Höhepunkt seines Wirkens war die feierliche Eröffnung der unter Bauleitung von Robert Bail – der mit Joseph Lehmann und dem Kommerzienrat Wilhelm Lehfeldt die Direktion bildete – errichteten Oder-Eisenbahnbrücken am 17. Mai 1858. Seit 1858 gehörten der Gewerbeverein und der gesamte Magistrat der Stadt Glogau dem Centralverein für das Wohl der arbeitenden Klassen an; 1863 trat Lehmann als persönliches Mitglied bei. Zur Betreuung der Redaktion des Magazins für die Literatur des Auslandes hielt sich Joseph Lehmann allerdings immer wieder auch in Berlin auf.
Ab dem 33. Jahrgang (1864) erschien das Magazin für die Literatur des Auslandes mit wöchentlich einer Nummer in einer Auflage von ca. 1500 Exemplaren in Ferdinand Dümmlers Verlagsbuchhandlung (Harrwitz und Goßmann). In einer Annonce für die ersten fünf Hefte hieß es: „Das ‚Magazin‘ hat sich stets bestrebt, ein Organ des Gedanken-Austausches von Nation zu Nation zu sein. Es will Jedem, der nicht Muße und Gelegenheit hat, den literarischen Erscheinungen des Auslandes selbst nachzugehen, gleichwohl aber das Bedürfniß fühlt, sich von dem unterrichtet zu halten, was auf den verschiedenen Gebieten der geistigen Bewegung zur Erscheinung kommt, ein hauptsächlich auf die ausländische Literatur gegründetes Bild von diesen geistigen Vorgängen bieten.“

## Konservative Wende und letzte Jahre in Berlin
Obwohl sich Lehmann 1848/49 „vorübergehend“ mit dem liberal-demokratischen Konstitutionalismus identifiziert hatte, nahm das Magazin spätestens seit der Thronbesteigung Wilhelms I. eine nationalkonservative, später dezidiert kaisertreue Haltung ein. Als 1861 die Tagebücher von Karl August Varnhagen von Ense an die Märzrevolution und die nachfolgende Ära der Reaktion erinnerten, diffamierte Lehmann die Herausgeberin Ludmilla Assing durch Teilpublikation des aus Akten des Kammergerichts entwendeten, seither verschollenen Testaments des Schriftstellers, der angeblich eine zwanzigjährige Sperrfrist verfügt hatte. Diese hatte jedoch nicht für seine Universalerbin gelten sollen.
Über die Aktivitäten im Deutsch-Französischen Krieg von 1870/71 heißt es in Lehmanns Nachruf: „Mit jugendlicher Begeisterung nahm er die Sache des Vaterlandes in die Hand und das Blatt wurde ein Hauptquartier des literarischen Feldzugs gegen den Friedensstörer.“ Die Annexion von Elsaß-Lothringen flankierte Lehmann politisch durch Aufsätze über Goethes Straßburger Zeit oder Berichte über Spendensammlungen für die durch deutsches Bombardement dort zerstörte Bibliothek; Friedensappelle wie den von seiner Mitarbeiterin Jenny Hirsch eingesandten lehnte der Herausgeber ab. Auch sein Nachfolger ließ keinen Zweifel daran, „daß dem Weltbürger, dem Menschenfreund nichts Menschliches fremd sein sollte, daß aber für Deutschland gearbeitet werde in diesen Blättern, und daß die Liebe zum Heimathlande die erste Bedingung fruchtbringender Thätigkeit ist“. Im deutschen Kaisertum sah Lehmann allerdings nicht die Wiederbelebung des mittelalterlichen Gottesgnadentums, sondern den Monarchen als „Schirm der Gewissens- und persönlichen Freiheit“ und „Wahrer der Gleichheit [...] vor Recht und Gesetz, der Gleichheit aller sittlichen und humanen Ansprüche an den Staat“.
Im Jahr 1865 war Joseph Lehmann endgültig nach Berlin zurückgekehrt. Er engagierte sich bei der Gründung der Berliner Volksküchen durch Lina Morgenstern und im Verein zur Förderung der Erwerbsfähigkeit des weiblichen Geschlechts, den Jenny Hirsch und Wilhelm Adolf Lette 1866 in Berlin gegründet hatten und zu dessen Vorstandsmitgliedern sein Schwiegersohn Mortimer Feig gehörte. Auch an den Vorbereitungen zur Gründung der Hochschule für die Wissenschaft des Judenthums, die ihn ehrenhalber zu den „Immerwährenden Mitgliedern“ zählte, war Lehmann beteiligt. Für Studierende mit herausragenden Leistungen am Jüdisch-Theologischen Seminar in Breslau, mit dem er schon während der Gründungsphase in enger Verbindung stand, stiftete er einen Stipendienfonds von 1800 Reichstalern, den seine Witwe nach seinem Tod aufstockte. Mitwirkende bei der Redaktion des Magazins waren zuletzt der Verleger Dr. Julius Harrwitz (1819–1875), der Jurist Hans Herrig (1845–1892) und sein Schwiegersohn, der Stadtrichter Leonhard Lehfeldt, der ihm als Chefredakteur nachfolgen sollte.
Er starb an einem Schlaganfall, nachdem er die Nummer 8 des Jahrgangs 42 des Magazins für die Literatur des Auslandes vom 22. Februar 1873 noch durchkorrigiert hatte. Am 23. Februar 1873 wurde Joseph Lehmann beigesetzt. Sein Grabmal auf dem Jüdischen Friedhof Schönhauser Allee trug die Inschrift: „Begründer des Magazins für die Literatur des Auslandes, in welchem er über 41 Jahre und bis an seinen Tod seinen Landsleuten edle Geistesgaben zu liefern nicht müde ward.“ Von Kaiserin Augusta, die schon 1857 zum 25-jährigen Bestehen des Magazins gratuliert hatte, erhielten seine Angehörigen ein Beileidsschreiben.
Fünf Jahre nach Lehmanns Ableben ging das Magazin, inzwischen die zweitälteste literarische Wochenschrift Deutschlands, am 1. Januar 1879 an den Verlag Wilhelm Friedrich in Leipzig über. Seither wurde es (nach 1881 auch als Organ des Allgemeinen Deutschen Schriftsteller-Verbandes) von Eduard Engel herausgegeben, der die Auflage auf 4000 Exemplare steigern konnte. 1888 wurde es unter dem Titel Magazin für Literatur neu ausgerichtet und mit Deutschland. Wochenschrift für Kunst, Literatur und soziales Leben zusammengelegt. Bis 1915 existierte es noch als Das Magazin. Monatsschrift für Literatur, Musik, Kunst und Kultur.

## Ehrungen
- Im September 1858 erhielt Joseph Lehmann auf Fürsprache von Alexander von Humboldt den Roten Adler-Orden vierter Klasse „mit der Dekoration für Nicht-Christen“.[43]
- Am 12. Oktober 1866 erhielt Joseph Lehmann die Ehrenbürgerwürde der Stadt Glogau. Der Ehrenbürgerbrief wird heute in der Thomas Braun Collection des Merton College in Oxford aufbewahrt. Der Text der Urkunde lautet:

„Wir, Magistrat und Stadtverordnete der Stadt Groß-Glogau bekunden und bekennen hiermit, dass wir dem Eisenbahn-Director und Redacteur Herrn Joseph Lehmann, welcher seit dem Jahre 1850 Mitglied der hiesigen Stadtverordnetenversammlung gewesen ist und als solches wie überhaupt für die Interessen unserer Stadt stets in regster Weise gewirkt hat, in dankbarer Anerkennung seiner segensreichen Thätigkeit für das Wohl und Gedeihen des hiesigen Gemeinwesens, in freudiger Würdigung seiner rühmlichen Verdienste auf dem Felde der Literatur und der Wissenschaft und in aufrichtiger Hochschätzung seines geistvollen Wesens und trefflichen Charakters auf Grund des § 6 der Städte-Ordnung vom 30ten Mai 1853 das Ehrenbürgerrecht der Stadt Groß-Glogau verliehen und darüber diesen Ehrenbürgerbrief ausgefertigt haben. Glogau, den 12ten October 1866.“

## Werke
- [als H. Anselmi:] Das Traumbild. An Heinrich Heine. In: Der Gesellschafter, oder Blätter für Geist und Herz Jg. 6, Nr. 85, 29. Mai 1822, Beilage: Bemerker Nr. 9, S. 402 (Web-Ressource).
- [als H. Anselmi:] Des Schlesiers Lied. In: Deutsche Blätter für Poesie, Literatur, Kunst und Theater, Nr. LXV, 20. März 1823, S. 177 (Web-Ressource).
- [als H. Anselmi:] Ein Lied von dem Liebchen. In: Deutsche Blätter für Poesie, Literatur, Kunst und Theater, Nr. LXVI, 21. März 1823, S. 180 (Web-Ressource).
- [als H. Anselmi:] Streifzüge eines literarischen Partheigängers. In: Abend-Zeitung, Nr. 242, 23. Oktober 1823, S. 966 f. (Web-Ressource).
- [als H. Anselmi:] Zwei Blumen für Liebe und Freundschaft. In: Westteutscher Musenalmanach für 1824. Hrsg. v. Johann Baptist Rousseau, Schulz und Wundermann, Hamm und Münster S. 258 f. (Web-Ressource).
- Gesellschaft der Freunde. Vortrag des interimistischen Vorsitzenden in der General-Versammlung  vom 3. März 1839. Privatdruck, Berlin 1839 (Web-Ressource).
- Festrede des Vorstehers in der Jubel-General-Versammlung der Gesellschaft der Freunde am 30. Januar 1842. Privatdruck, Berlin 1842, S. 8–10 (Web-Ressource); Toast auf Ihre Majestäten, den König und die Königin, so wie auf das Königl. Haus. Ebenda, S. 16 (Web-Ressource).
- Gesellschaft der Freunde. Rede des Vorstehers, gehalten in der General-Versammlung vom 23. Februar 1845. (Auf den Wunsch mehrerer Freunde für die Mitglieder der Gesellschaft gedruckt.) Privatdruck, Berlin 1845 (Web-Ressource).
- Deutschland, Oesterreich und Italien. Erinnerungsblätter an die im September 1858 in Triest stattgefundene Konferenz der deutschen Eisenbahn-Verwaltungen. Veit, Leipzig 1859.

## Briefe
- Briefe an Heinrich Heine im Heinrich-Heine-Portal.
- Briefe H. Heine’s an den Herausgeber des „Magazin für die Literatur des Auslandes“. In: Magazin für die Literatur des Auslandes Jg. 37, Nr. 2–3, 11.–18. Januar 1868, S. 17 ff., 33 ff. (Webressource).
- Briefwechsel mit Dr. Immanuel Levy in Breslau ausführlich zitiert in Geschichte des Jüdisch-Theologischen Seminars (Fraenckel'sche Stiftung) in Breslau. Festschrift zum fünfzigjährigen Jubiläum der Anstalt, Th. Schatzky, Breslau 1904, S. 20–27; 41 f., 49–51, 75 (Web-Ressource).
- Briefe an Joseph Muhr (1772–1848) im Bundesarchiv.
- Briefe an Leopold Zunz, online bereitgestellt vom Leopold-Zunz-Archiv.
- Auktionsangebot von Briefen an Joseph Lehmann bei Christie’s, abgerufen am 7. Oktober 2020, teils erworben vom Heinrich-Heine-Institut.